# Netto Marken-Discount
Die Netto Marken-Discount Stiftung & Co. KG mit Hauptsitz im bayerischen Maxhütte-Haidhof ist ein Lebensmitteldiscounter und gehört zum Lebensmittel-Einzelhandelskonzern Edeka Zentrale Stiftung & Co. KG. Gegründet wurde Netto 1928 als OHG von dem deutschen Einzelhändler Michael Schels und wurde von ihm und später seinem Sohn geführt.
Netto Marken-Discount betrieb 2024 4.350 Filialen und war damit der nach Filialen größte Discounter Deutschlands. Die Zahl der Beschäftigten lag 2024 bei 87.300.
Aufgrund der Namensgleichheit der Märkte kann Netto Marken-Discount (gelb-rotes Logo – „Netto ohne Hund“) mit der Netto ApS & Co. KG (gelb-schwarzes Logo mit einer Hunde-Silhouette – „Netto mit Hund“) verwechselt werden. Es sind zwei eigenständige Unternehmen – Edeka, Eigentümer von Netto Marken-Discount, besaß jedoch von 2005 bis 2012 eine Beteiligung von 25 Prozent an der deutschen Tochter der Netto-Handelskette.

## Geschichte

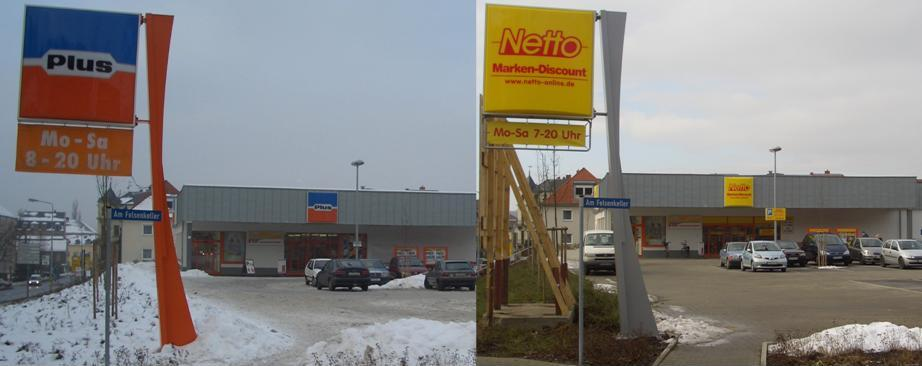
Eine 2007 in Pirna eröffnete Plus-Filiale wurde im Januar 2009 in eine Netto-Marken-Discount-Filiale umgestaltet

Das Unternehmen wurde von Michael Schels 1928 in Regensburg als Lebensmittelgroßhandel gegründet. Im Jahr 1971 wurde die erste eigene Einzelhandelsfiliale unter dem Namen SuDi (SuperDiscount) in Beilngries eröffnet, und es folgten bis 1983 weitere Filialen.
Das Netto-Discountkonzept wurde 1983 entwickelt und in Regensburg mit der ersten Netto-Filiale umgesetzt. Die damals bereits bestehenden 50 SuDi-Filialen wurden sodann bis 1990 sukzessive auf das neue Konzept umgebaut. Zu dieser Zeit eröffneten auch die ersten Märkte in Mittel- und Ostdeutschland, und es wurde eine neue Niederlassung in Guteborn bei Meerane aufgebaut.
Ein neues Logistikzentrum entstand zwischen 1991 und 1992 in Ponholz in der Nähe von Regensburg direkt an der Autobahn 93. In den folgenden Jahren expandierte Netto Marken-Discount weiter; unter anderem durch die Übernahme von 126 ehemaligen Prima-Märkten. Weitere Niederlassungen in z. B. Worms, Hodenhagen, Dettingen am Albuch und Thiendorf entstanden. In den folgenden Jahren gingen bundesweit weitere Logistikzentren ans Netz (siehe Struktur).
Im November 2004 wurde Netto von der Tiwi Vermögensverwaltungsgesellschaft, einem Tochterunternehmen des Spar-Hauptaktionärs Les Mousquetaires-ITM Entreprises mit der Hauptmarke Intermarché, komplett übernommen. Netto wurde schließlich im April 2005 an Edeka verkauft. Die genossenschaftlich organisierte Edeka-Gruppe gehört zu den führenden Lebensmitteleinzelhändlern in Europa und ist Nummer eins in Deutschland.
Im Winter 2006/2007 übernahm Netto nach und nach den Discounter Kondi. Das Warensortiment in noch bestehenden Kondi-Märkten wurde bereits Anfang 2007 auf das Netto-Sortiment umgestellt.
Am 16. November 2007 wurde von Edeka und Tengelmann die Bildung eines Gemeinschaftsunternehmens mit Plus bekanntgegeben: Die Plus-Filialen sollten nach und nach in Netto-Filialen umgewandelt werden. Das Bundeskartellamt stimmte der Übernahme der Plus-Filialen durch Edeka am 9. Dezember 2008 zu. Edeka musste allerdings 379 Plus-Filialen an die Konkurrenz abtreten. Edeka übernahm zum 1. Januar 2021 die vom Tengelmann-Konzern gehaltenen Anteile und besitzt nun 100 % am Unternehmen.
Seit dem 1. Januar 2009 gehört Plus offiziell zum Netto-Marken-Discount und damit zur Edeka-Gruppe. Seit Mitte 2010 sind alle 2300 Plus-Märkte in das Netto-Filialnetz integriert worden.
Im Ausbildungsjahr 2011 wurden rund 3000 Ausbildungsplätze angeboten, insgesamt waren Mitte 2011 etwa 6200 Auszubildende bei Netto Marken-Discount beschäftigt. Auch im Ausbildungsjahr 2012 wurden wieder rund 3000 Ausbildungsplätze zur Verfügung gestellt; Mitte 2012 arbeiten über 7000 Auszubildende bei Netto-Marken-Discount.

Das alte Logo von Netto

Seit dem Sommer 2015 kennzeichnet Netto nachhaltige Produkte mit den Schwerpunktthemen Fisch/Meeresfrüchte, Holz/Papier/Tissue, Palmöl, Soja, Klima, Süßwasser sowie Verpackungen mit einem WWF-Logo.
Im Sommer 2018 zeichnete Netto sich durch ein neues Logo aus. Der bisherige gelbe, füllende Rahmen fiel weg und die Schriftart änderte sich.

## Struktur

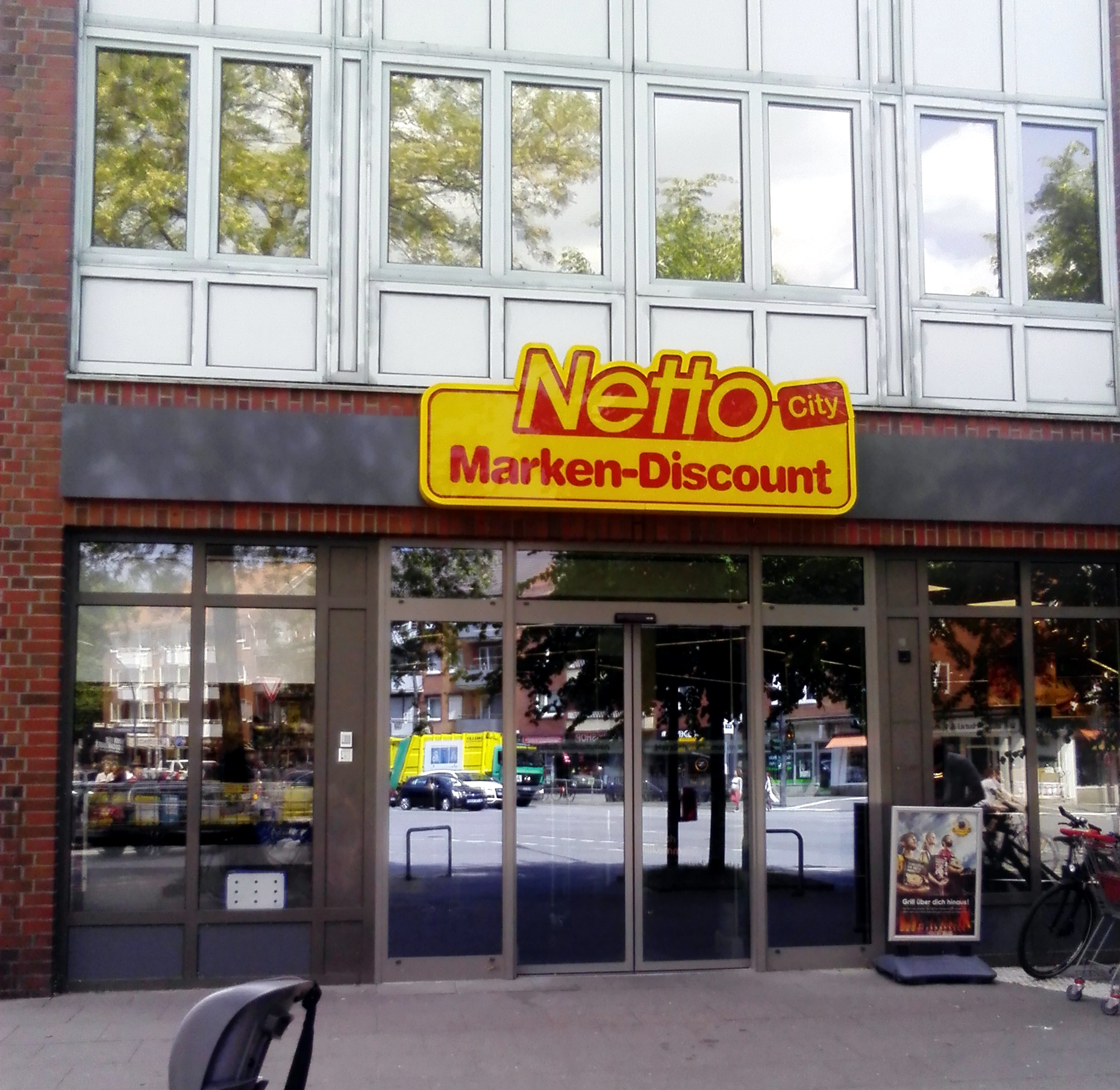
Netto-Marken-City-Discount-Filiale in Hamburg-Wandsbek, 2018

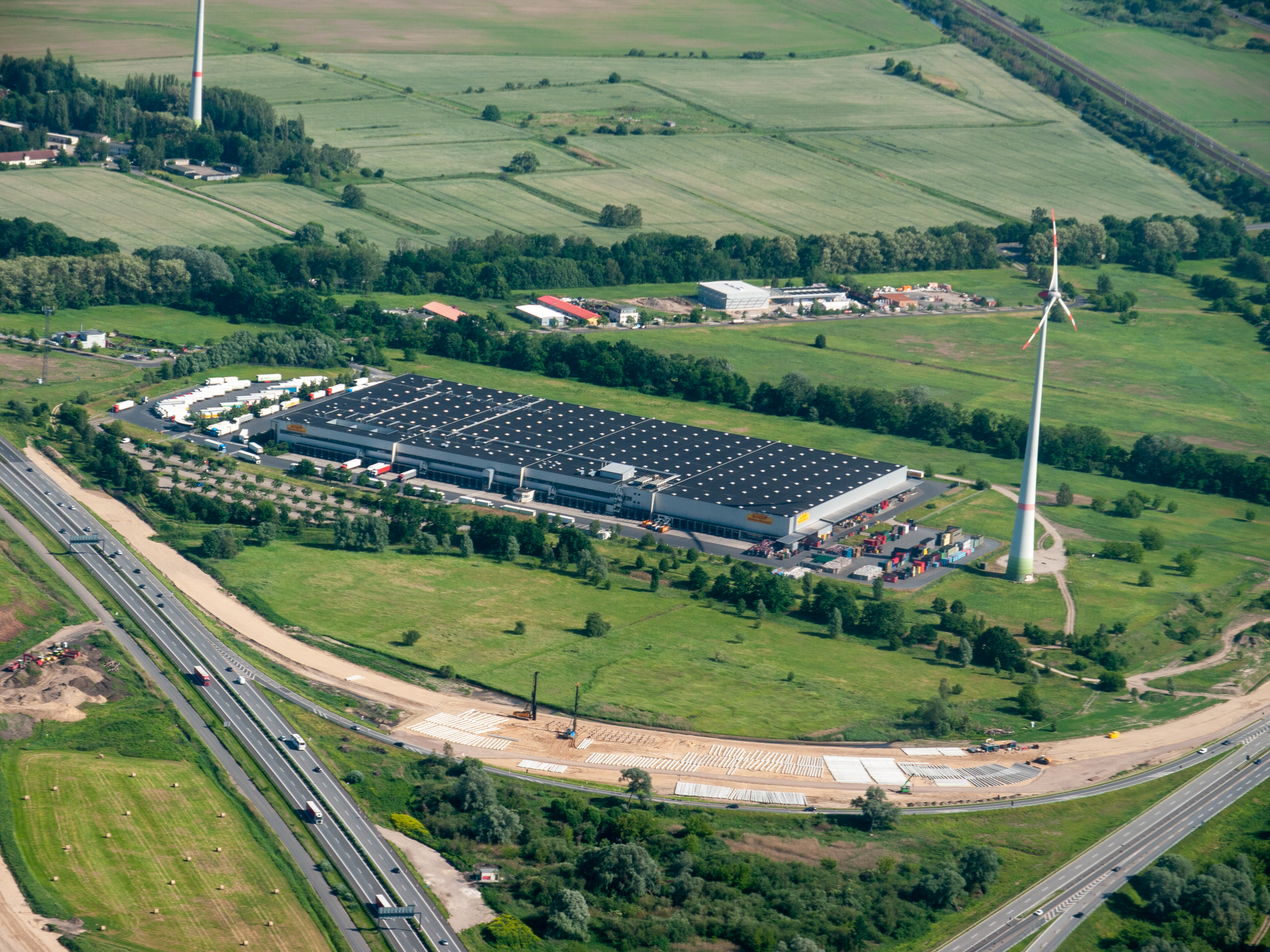
Logistikzentrum im Norden Berlins

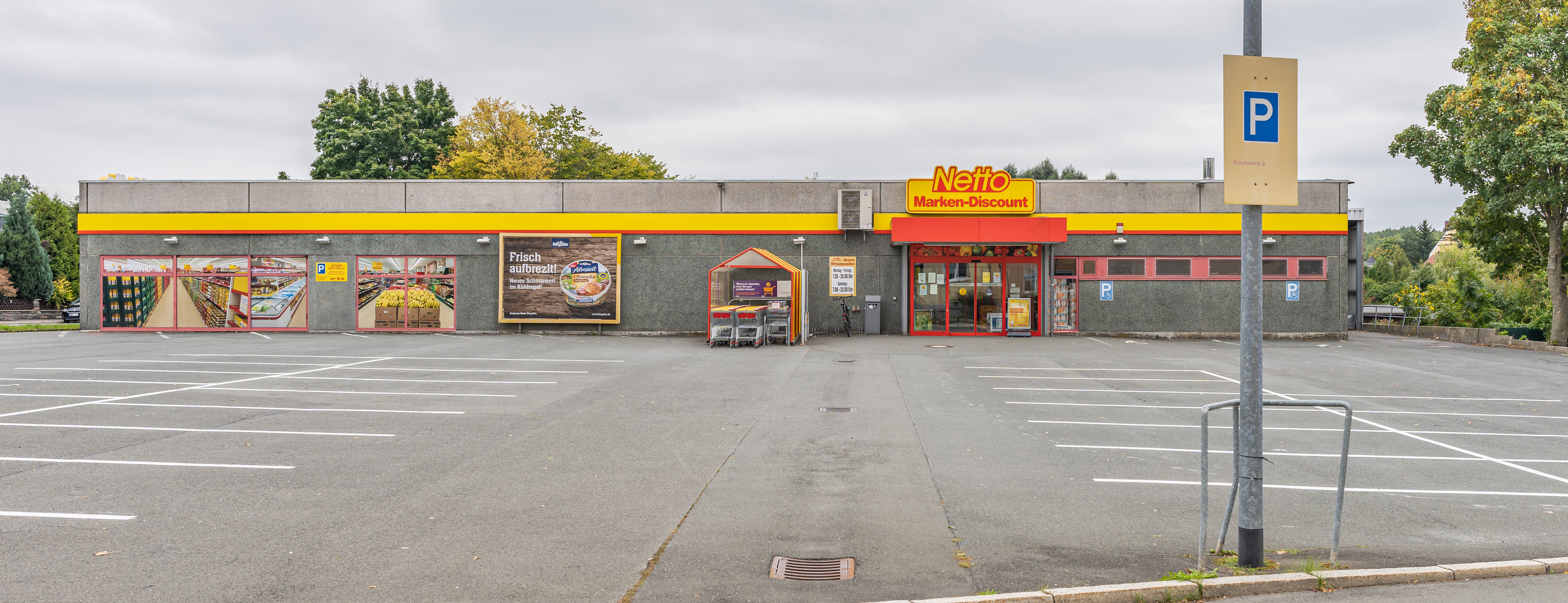
Filiale mit eigenem Gebäude, Parkplatz und altem Logo, 2021

Das ursprünglich auf Bayern begrenzte Vertriebsgebiet hat Netto durch die Übernahme der Plus-Märkte auf ganz Deutschland ausgeweitet. Neben der Zentrale und Niederlassung Ponholz gibt es Niederlassungen in Dettingen, Essen, Ganderkesee, Guteborn, Hodenhagen, Worms, Thiendorf, Coswig/Anhalt, Kitzingen, Bad Wünnenberg, Berlin, Bottrop, Hamm, Kerpen, Tuningen, Wörth am Rhein, Krefeld, Erharting, Erfurt und Henstedt-Ulzburg.
Kleinere Verkaufsflächen werden als Netto Marken-Discount City betrieben, welche sich in Büro- oder Wohnhäusern befinden und wegen des begrenzten Platzes keine Aktionsware aus dem Non-Food-Bereich anbieten.
Im Sommer 2015 eröffnete Netto sein erstes vollautomatisches Lager in Erharting. Bei Vollauslastung werden von dort bis zu 250 Netto-Marken-Discount-Märkte in Südostbayern beliefert. Ende 2018 folgte Henstedt-Ulzburg als zweiter vollautomatischer Standort und beliefert etwa 200 Filialen in Schleswig-Holstein, Hamburg und Mecklenburg-Vorpommern.

## Kritik
Das Unternehmen geriet seit der Plus-Übernahme immer wieder wegen des Betriebsklimas und Führungsstils in die Kritik. So warfen beispielsweise Mitarbeiter einschließlich Führungskräften und Vertreter der Gewerkschaft ver.di dem Unternehmen vor, Mitarbeiter massiv unter Druck zu setzen. Das Unternehmen widersprach sämtlichen Vorwürfen.
Nachdem das Unternehmen wiederholt wegen Lohndumpings und Unterschreitung der Tariflöhne öffentlich kritisiert worden war, kündigte es im April 2011 einen Mindestlohn für Aushilfen von 7,50 Euro pro Stunde zuzüglich tariflicher Leistungen an.
Im Jahr 2014 zahlte Netto 7,5 Millionen Euro Strafe für Schein-Werkverträge. Werkarbeiter wurden jahrelang wie Festangestellte eingesetzt, aber nicht so bezahlt.
Beim Supermarktranking von Greenpeace belegte Netto im Jahr 2011 bei 15 getesteten Supermärkten den letzten Platz bei der Umsetzung der Einkaufspolitik für Fischprodukte.

## Sonstiges
Von Oktober 2015 bis Februar 2025 war Netto Marken-Discount Partner der DeutschlandCard. Die Bezahlung per App ist auch möglich. Der Partner für die Zahlungsabwicklung war bis Mitte 2017 Postpay und wurde auf Paymorrow umgestellt. Im Dezember 2018 wurde PayPal in die Netto-App integriert. Zum 1. Januar 2025 wechselte die Edeka-Gruppe, inkl. Netto Marken-Discount und Marktkauf zum Konkurrenzangebot von Payback.